# E-MA
イーマ（イーマ、英字表記：E-MA）は、大阪府大阪市北区梅田のダイヤモンド地区に所在する商業ビル。入居しているシネコン「T・ジョイ梅田」や、その前身である「梅田東映会館」についても、本記事で記述する。

## 概要
地下2階から地上4階までのファッションフロア、5階と6階がレストラン街で、7階から13階は7スクリーンを持つシネコン「T・ジョイ梅田」が入っているファッションビル。
ザイマックスグループが地下2階から6階までのファッションフロア・レストランフロア部分を区分所有し、7階から14階の映画館・オフィスフロアは東映が区分所有し、それぞれを管理・運営する形で開業した。
地下2階から地上6階までは、2008年にザイマックスグループから三菱商事へ売却された。2015年3月には興銀リース（現みずほリース）に譲渡、2015年12月にDREAMプライベートリート投資法人に譲渡、2018年10月には白馬キャピタル5特定目的会社（アンジェロ・ゴードンのSPC）に譲渡された。2022年にはダイビルのSPCが取得したと報じられている。
過去には阪神電気鉄道傘下の大阪ダイヤモンド地下街がファッション、レストランフロアの運営を受託しており、地下街「ディアモール大阪」との合同キャンペーンや、阪急阪神東宝グループの共通ポイントカード「阪急阪神おでかけカード」や「Sポイント」の導入といった施策がとられていたが、2020年10月より運営会社が東急コミュニティーとなり、「阪急阪神おでかけカード」、「Sポイント」の利用は出来なくなった。

## T・ジョイ梅田
東映グループのティ・ジョイが運営しているシネマコンプレックス（シネコン=複合映画館）。当初は松竹グループの松竹マルチプレックスシアターズとの共同運営であったが、現在はティ・ジョイの単独運営。同ビルの7階から13階までに所在している。
梅田東映会館（後述）の後継映画館「梅田ブルク7」として、E-MAの開業から3日後の2002年4月27日に開館した。全7スクリーンがデジタル上映に対応しており、総座席数は1,390席+車椅子16席。主に東映の作品や松竹の洋画作品を上映するが、まれに東宝洋画系作品も上映することがある。
近隣には、TOHOシネマズ梅田や大阪ステーションシティシネマといったシネコンも所在する。
2019年6月28日に、国内3館目、関西では初となるドルビーシネマがシアター1に導入された。
2023年4月1日に施設名称を「T・ジョイ梅田」へ改称した。
| シアターNo. | 座席数 | 備考                       |
| ----------- | ------ | -------------------------- |
| 1           | 376    | DOLBY CINEMA（2019年開業） |
| 2           | 146    |                            |
| 3           | 207    |                            |
| 4           | 95     |                            |
| 5           | 95     |                            |
| 6           | 330    | 3D対応                     |
| 7           | 141    | 3D対応                     |

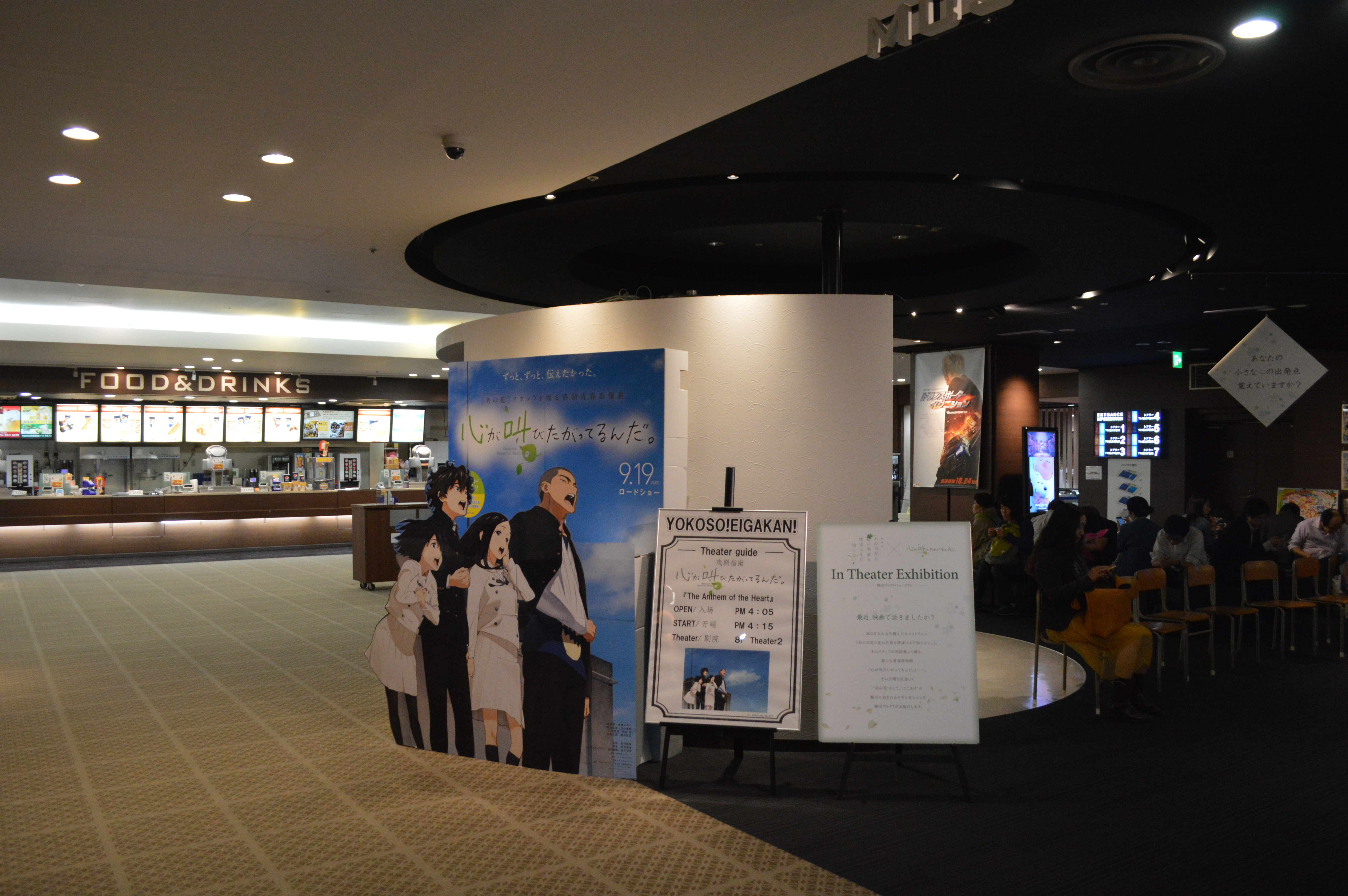
『心が叫びたがってるんだ。』上映時のロビー（2015年10月撮影）

## 交通
いずれもディアモール大阪経由で直結。
- 地下鉄谷町線 東梅田駅
- 地下鉄御堂筋線 梅田駅
- 阪神本線 梅田駅

## 梅田東映会館
大阪府大阪市北区曽根崎新地に存在し、大阪北地区における東映系映画館のチェーンマスターとして知られた。大阪駅前第3ビルから南へ梅田新道交差点をくぐる地下道を経て階段を上がった先に建っており、梅田東映・東映パラス・東映ホール（後にパラス2）から構成されるビルには、そのほかにも飲食店や東映直営のアニメショップ（アニメポリス・ペロ大阪店）などの各種店舗が入居していた。
媒体によっては、「大阪東映会館」とも表記されている。
2002年4月28日には43年の歴史に幕を下ろし、「直営館からシネコンへ」という東映の戦略に沿って閉館した。2003年12月3日には解体中に4階部分の床が抜け、地下1階部分へパワーショベルごと運転士が落下して死亡する事故が発生した。2010年には跡地に地上20階・地下1階の商業ビル「御堂筋フロントタワー」が建てられたが、まもなく関係各社間で問題が発生したためにテナントが入居せず、無人ビルと化した。その後、2018年10月3日にはアメリカの不動産投資顧問会社、ラサール・インベストメント・マネージメントに購入され、2019年6月3日にはWeWorkが1棟ごと借り上げる形でシェアオフィスを開設した。
なお、映画監督の中島貞夫が後年に述懐したところによれば、『極道の女たち 決着』（1998年公開）の当時に挨拶で訪れたことがあるという。

### データ
- 所在地：大阪府大阪市北区曽根崎新地1-13
- 観客定員数
  - 梅田東映（邦画）：850席
  - 梅田東映パラス（洋画、主に丸の内ルーブル/渋谷パンテオン系）：791席
  - 梅田東映パラス2（洋画、主に丸の内シャンゼリゼ系）：240席